# Кріс Вокер-Гебборн
Кріс Вокер-Гебборн (англ. Chris Walker-Hebborn, нар. 1 липня 1990, Енфілд, Лондон, Англія, Велика Британія) — британський плавець, срібний призер Олімпійських ігор 2016 року, чемпіон світу.

## Виступи на Олімпійських іграх
| Олімпіада | Дисципліна         | Місце |
| --------- | ------------------ | ----- |
| Ріо 2016  | 100 м на спині     | 11    |
| Ріо 2016  | 4×100 м комплексом | 2     |